# Won't Go Home Without You
"Won't Go Home Without You" é o terceiro single do segundo álbum da banda Maroon 5, intitulado It Won't Be Soon Before Long.

## Videoclipe
Em 16 de Agosto de 2007, os Maroon 5 postaram no seu site oficial, pedidndo aos fãs que mandassem videoclipes feitos em casa para ajudar a abanda a fazer o videoclipe dessa música. No entanto, em Outubro de 2007, um outro videoclipe foi lançado na Europa e Austrália. O videoclipe oficial estreou na VH1 Top 20 Countdown no dia 21 de Dezembro de 2007. O vídeo também está disponível no site oficial da banda.
O videoclipe da música começa com flashbacks nos quais Adam Levine (vocalista da banda) e uma mulher (interpreatda por Tania Raymonde) têm uma discussão, após a qual Levine a abandona. Então corta para uma cena em que Levine está sentado numa cadeira pensando no que aconteceu com o resto da banda tocando no fundo. Então, Adam se apercebe que ele não vai conseguir ir embora sem ela. Levine parece saber onde ela está e vai à procura dela. Após percorrer a cidade durante algumas horas, ele vai a um restaurante onde encontra a mulher mas, para sua desilusão, ela está com outro homem. O videoclipe foi dirigido por Sophie Muller.
No vídeo, aparece Jesse Carmichael tocando piano e guitarra.

## Conteúdo musical
O som de guitarra de fundo é inspirado na música do The Police, "Every Breath You Take". Adam Levine revelou que seu sonho era ter escrito essa canção.

## Recepção
As críticas a "Won't Go Home Without You" foram bastante variadas. Robert Christgau fez uma avaliação positiva do álbum e da música, dizendo "A memorável "Won't Go Home Without You" combina confiança com afeto, em vez de machismo." O Channel 4 chamou à música "[o] equivalente musical a um peido de um cão na mesa de jantar" e deu-lhe 1/10 estrelas.

## Faixas do Single
Versão iTunes australiana
1. "Won't Go Home Without You" (Mixagem de Rádio) – 3:45
2. "Miss You Love You" (Versão Alternativa) – 3:10
3. "Happy Christmas (War Is Over)" – 3:28

Versão iTunes italiana
1. "Won't Go Home Without You" (Versão Acústica) - Single – 4:06

## Desempenho nas Paradas
| Paradas (2007/2008)                   | Melhor posição |
| ------------------------------------- | -------------- |
| África do Sul - Parada 5FM            | 4              |
| Alemanha - Media Control              | 11             |
| Austrália - ARIA Charts               | 7              |
| Áustria - Parada de Singles           | 16             |
| Bulgária - Parada de Singles          | 33             |
| Canadá - Hot 100                      | 16             |
| Croácia - Parada de Singles           | 18             |
| Eslovênia - Parada de Singles         | 3              |
| Espanha - Parada de Singles           | 21             |
| Estados Unidos Billboard Hot 100      | 48             |
| Estados Unidos Billboard Adult Top 40 | 3              |
| Estónia - Parada de Singles           | 3              |
| Europa - EURO 200                     | 35             |

| Paradas (2007/2008)            | Melhor posição |
| ------------------------------ | -------------- |
| Irlanda - Parada de Singles    | 28             |
| Israel - Parada de Singles     | 1              |
| Itália - Rádios                | 2              |
| Itália - Parada de Singles     | 15             |
| Letônia - Parada de Singles    | 15             |
| Lituânia - Parada de Singles   | 15             |
| México - Top 100               | 38             |
| Nova Zelândia - RIANZ          | 20             |
| Países Baixos - Dutch Top 40   | 28             |
| Reino Unido - UK Singles Chart | 44             |
| Turquia - Top 20               | 15             |
| Venezuela - Parada de Singles  | 13             |
| Mundo - United World Chart     | 12             |